# Afroleptomydas anuliventris
Afroleptomydas anuliventris är en tvåvingeart som beskrevs av Hesse 1969. Afroleptomydas anuliventris ingår i släktet Afroleptomydas och familjen Mydidae. Inga underarter finns listade i Catalogue of Life.